# 1825 en science-fiction
| Années de la science-fiction : 1822 - 1823 - 1824 - 1825 - 1826 - 1827 - 1828    |
| Décennies de la science-fiction : 1790 - 1800 - 1810 - 1820 - 1830 - 1840 - 1850 |

L'année 1825 a connu, en matière de science-fiction, les faits suivants :

## Naissances et décès

### Naissances
- Annie Denton Cridge, suffragiste, socialiste, conférencière et autrice de science-fiction féministe[1], morte en 1875.